# Manush Myftiu
Manush Myftiu (ur. 16 stycznia 1919 we Wlorze, zm. 20 października 1997 w Tiranie) – albański polityk komunistyczny, przewodniczący prezydium parlamentu w latach 1947–1950 i 1954–1956, wicepremier i minister gospodarki.

## Życiorys
Pochodził z rodziny muzułmańskich właścicieli ziemskich, był synem Hydaja i Hatie. W 1939 ukończył liceum w Rzymie. W 1940 wyjechał na studia medyczne na Uniwersytecie Turyńskim, ale po roku przerwał studia i powrócił do Wlory, gdzie wstąpił do Albańskiej Młodzieży Faszystowskiej (Rinia Fashiste Shqiptare). W tym czasie współpracował też ze środowiskiem komunistycznym. Po wstąpieniu do Komunistycznej Partii Albanii został komisarzem politycznym w V Brygadzie Armii Narodowo-Wyzwoleńczej, a następnie w 1 Dywizji Uderzeniowej. W maju 1944 został członkiem Antyfaszystowskiej Rady Narodowo-Wyzwoleńczej (podziemnej namiastki parlamentu).
Po zakończeniu wojny piastował szereg wysokich stanowisk w administracji państwowej. Był deputowanym do Zgromadzenia Ludowego, pełniąc w latach 1947-1949 funkcję przewodniczącego parlamentu. W 1949 został wiceministrem spraw zagranicznych, a następnie ministrem bez teki. W okresie od marca do września 1951 pełnił funkcje ministra sprawiedliwości, a następnie w latach 1956-1958 ministra zdrowia. W latach 1976–1990 pełnił funkcję wicepremiera. W 1984 przewodniczył delegacji albańskiej w czasie rozmów z premierem Bawarii Franzem Josefem Straußem w czasie jego wizyty w Tiranie.
W latach 1966-1976 pełnił funkcję I sekretarza Komitetu Okręgowego Albańskiej Partii Pracy w Tiranie. Od 1948 członek Komitetu Centralnego partii, od 1956 członek jej Biura Politycznego. W lipcu 1990 został usunięty z Biura Politycznego APP jako przedstawiciel twardogłowych w kierownictwie partii.
Aresztowany 31 sierpnia 1991. W 1994 w czasie procesów dekomunizacyjnych stanął przed sądem oskarżony o korupcję i nadużycia władzy w czasie, kiedy pełnił funkcje ministerialne. Ponownie stanął przed sądem w maju 1996 oskarżony o zbrodnie przeciwko ludzkości. Skazany na karę dożywotniego pozbawienia wolności, karę odbywał w areszcie domowym z uwagi na podeszły wiek i postępującą chorobę.
Był żonaty (żona Nefo była siostrą Arbena Puto), miał syna.